# وادي الزهور
وادي الزّهور (هناك من يكتبها واد زهور، واد الزهور) بلدية جزائرية  تابعة إداريا لدائرة أولاد عطية، ولاية سكيكدة.

## الموقع
تقع أقصى غرب ولاية سكيكدة، على الحدود مع ولاية جيجل، وهي منطقة سياحية من الدرجة الأولى، لما تمتلكه من مناظر خلاّبة وشواطئ أكثر من جميلة، غير أنّ سنوات الجمر (العشرية السوداء) كان لها الدور الكبير في نفور السيّاح من هذه المنطقة.

## التجمعات والقرى المكونة للبلدية
تتكون البلدية من التجمعات السكنية التالية:

### التجمع الرئيسي
1. الملعب
2. لخميس (أولاد شعبان)
3. الجيزية

### التجمعات الثانوي
1. عين لمسيد (أولاد يوسف)
2. الركوبة

### المناطق المبعثرة
1. أولاد الدخيل
2. حلّم
3. تادن
4. تاولال
5. تامدة
6. اعارط
7. الحاج أحمد بوشطبة

## السكان
يقدر عدد سكان البلدية بـ 6 744 نسمة حسب آخر الاحصائيات (2008) 

### أعراش وادي الزّهور
تتبع وادي الزهور حسب التقسيم العرقي عرش أولاد عطية الذي يتكوّن من 3 أقسام هي:
1. الجيزَيّة
2. الزيابرة
3. أولاد جامع

و تعتبر وادّي الزهور البلدية الوحيدة التي يقطنها الأعراش الثلاثة المكوّنة لـ أولاد عطية، كما تتميز بكون عرش الجيزية لا يوجد إلا بـ وادي الزّهور دون سواها من المناطق الأخرى، حيث نميّز ما يلي :
1. الجيزَيّة (بكل من أحياء الجيزية، أولاد الدخيل، الركوبة، عين لمسيد، تادن وحلّم) وهو أكبر عرش بـ وادي الزّهور
2. أولاد جامع (حي لخميس)
3. الزيابرة (حي الملعب)

### لهجة سكان وادي الزّهور
تعتبر لهجة سكان وادي الزّهور فريدة من نوعها، كونها مزيج من اللهجة الجيجلية ولهجة منطقة القلّ